# 沙口路站
沙口路站是郑州地铁5号线的地铁车站，位于中华人民共和国河南省郑州市金水区黄河路与沙口路交叉口东侧，于2019年5月20日随郑州地铁5号线开通运营而启用。

## 车站结构
沙口路站的主体结构位于黄河路与沙口路交叉口东侧的黄河路地下，大致呈东西向，为地下二层车站，其中B1层为站厅层，B2层为站台层。
| 1F  | 地面     | 所有出入口                                       |
| B1F | 站厅     | 客服中心、自动售票机、行李检查、闸机、车站控制室 |
| B2F | █ 5号线  | 外环方向（月季公园）                             |
| B2F | 岛式站台 | 至站厅                                           |
| B2F | █ 5号线  | 内环方向（海滩寺）                               |

### 站厅
沙口路站的站厅位于B1层，设有客服中心、自动售票机、行李检查等设施。站厅由闸机和栏杆分隔为付费区和非付费区，付费区内设有自动扶梯、步梯和无障碍电梯连接站台层。车站控制室设于站厅西端近C口通道处，站厅非付费区近D口通道处设有卫生间和母婴室。

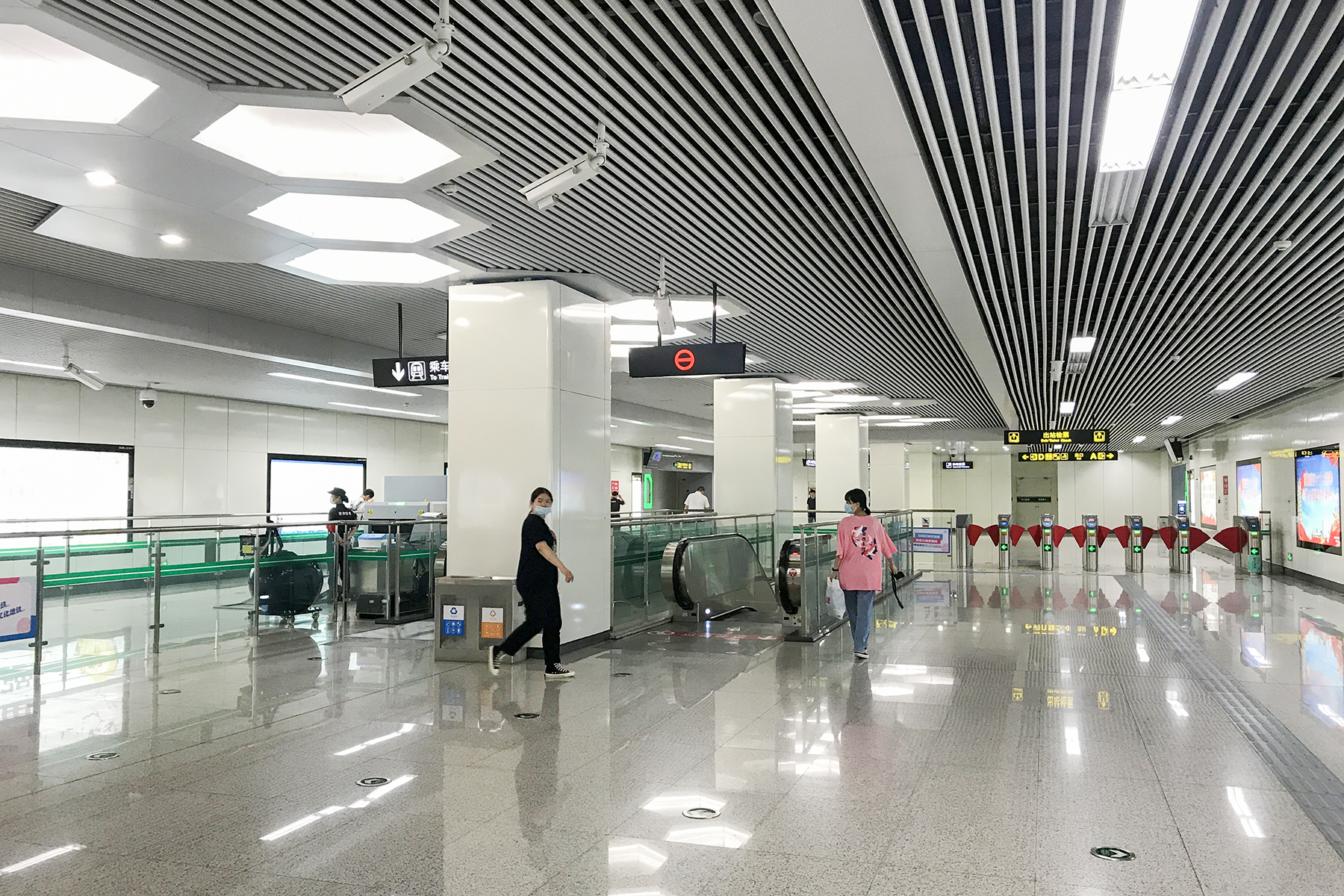
站厅
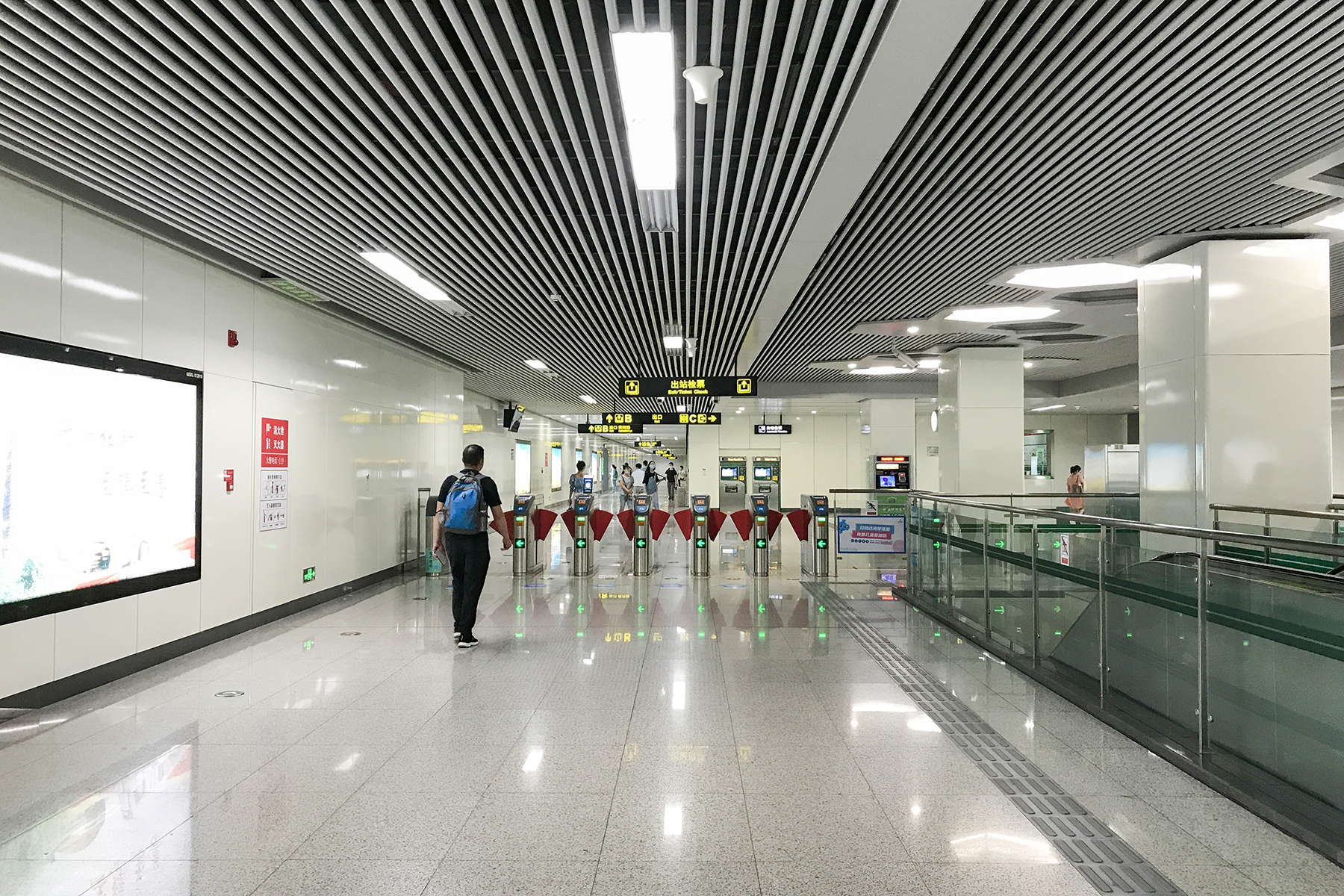
站厅

### 站台
沙口路站设一座岛式站台，位于B2层，安装有高站台门。站台呈东西向，北侧站台面由5号线外环方向的列车使用，南侧站台面由5号线内环方向的列车使用。

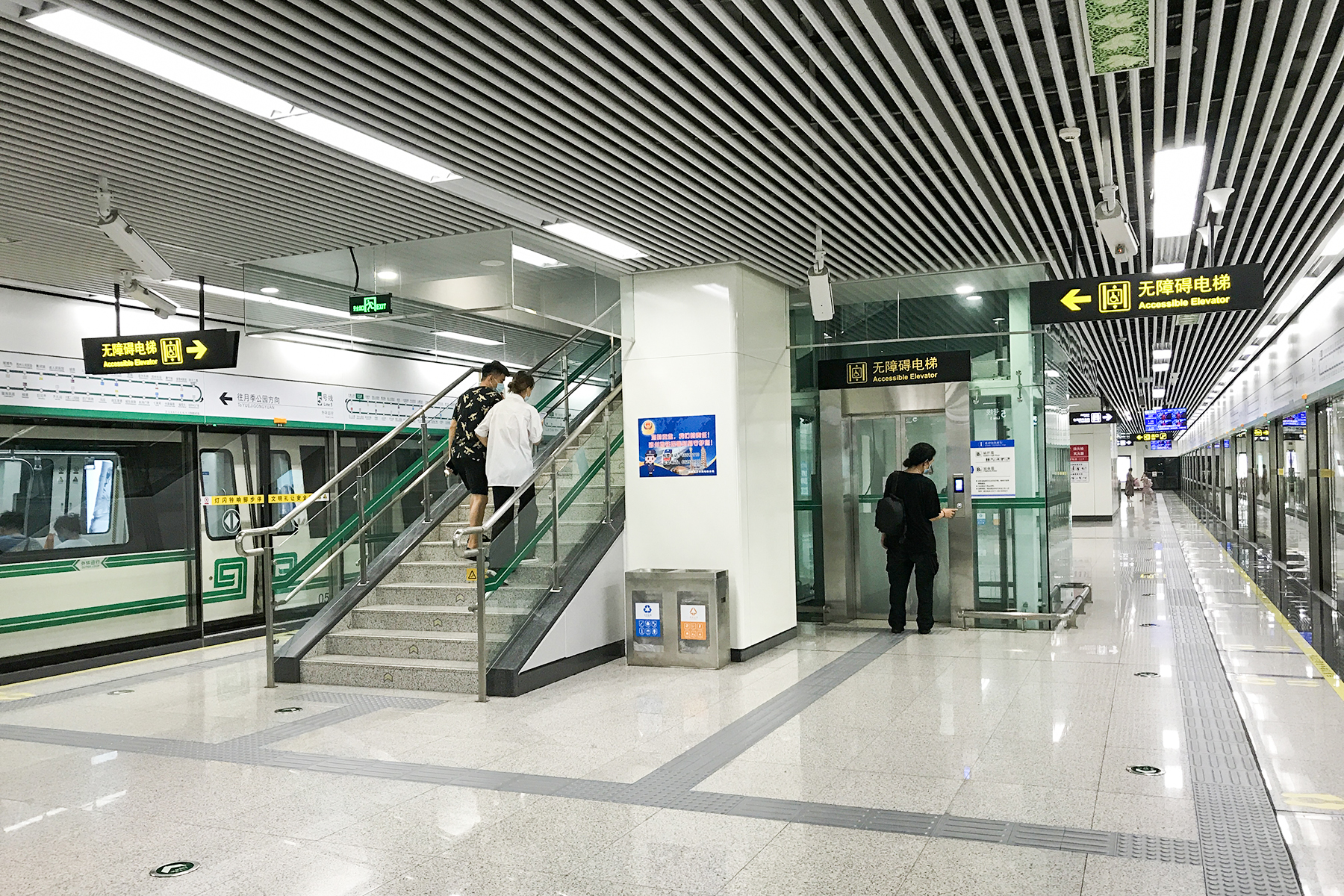
站台中部的步梯和无障碍电梯
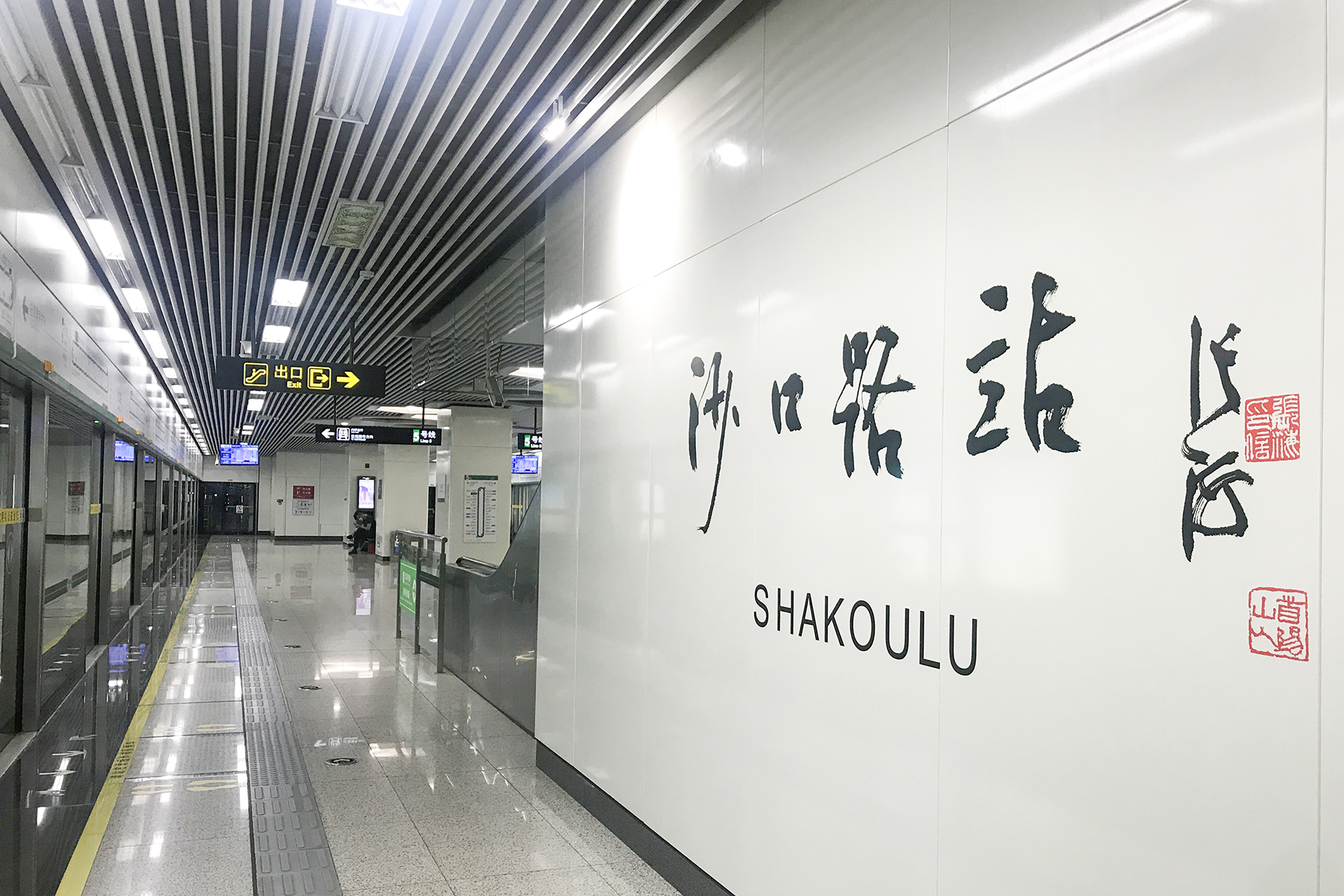
站台上的站名大字壁，书法站名由张海题写

### 出入口
沙口路站设有A、B、C、D共4个出入口，连接地面和站厅非付费区。其中B口又分为B1-B3口（B2口未开通），位于黄河路和沙口路交叉路口的周围。该站所有已开通出入口中，A口和B1口位于路口东侧的黄河路南侧，C口和D口位于路口东侧的黄河路北侧，B3口则位于路口的西北角，C口设有无障碍电梯。
该站已开通的各出入口信息如下表所示。
| 黄河路沙口路 | 黄河路沙口路 | 黄河路沙口路 | 黄河路沙口路     | 黄河路沙口路 |
| 编号         | 路线         | 路线         | 路线             | 备注         |
| ------------ | ------------ | ------------ | ---------------- | ------------ |
| G23          | 西三环化工路 | ⇆            | 郑州东站         |              |
| G83          | 华山路淮河路 | ⇆            | 经三路农科路     |              |
| Y23          | 化工路西三环 | ⇆            | 商务内环路九如路 | 夜间服务     |

| 沙口路黄河路 | 沙口路黄河路 | 沙口路黄河路 | 沙口路黄河路 | 沙口路黄河路 |
| 编号         | 路线         | 路线         | 路线         | 备注         |
| ------------ | ------------ | ------------ | ------------ | ------------ |
| 70           | 省体育中心   | ⇆            | 火车站西广场 |              |
| 79           | 杓袁公交站   | ⇆            | 碧沙岗       |              |

| 黄河路沙口路 | 黄河路沙口路 | 黄河路沙口路 | 黄河路沙口路     | 黄河路沙口路 |
| 编号         | 路线         | 路线         | 路线             | 备注         |
| ------------ | ------------ | ------------ | ---------------- | ------------ |
| G23          | 西三环化工路 | ⇆            | 郑州东站         |              |
| G83          | 华山路淮河路 | ⇆            | 经三路农科路     |              |
| Y23          | 化工路西三环 | ⇆            | 商务内环路九如路 | 夜间服务     |

| 黄河路沙口路 | 黄河路沙口路 | 黄河路沙口路 | 黄河路沙口路     | 黄河路沙口路 |
| 编号         | 路线         | 路线         | 路线             | 备注         |
| ------------ | ------------ | ------------ | ---------------- | ------------ |
| G23          | 西三环化工路 | ⇆            | 郑州东站         |              |
| G83          | 华山路淮河路 | ⇆            | 经三路农科路     |              |
| Y23          | 化工路西三环 | ⇆            | 商务内环路九如路 | 夜间服务     |

## 車站周边
- 郑州记忆油化厂创意园
- 锦隆阳光都市小区
- 郑州油脂化工厂家属院

## 事件

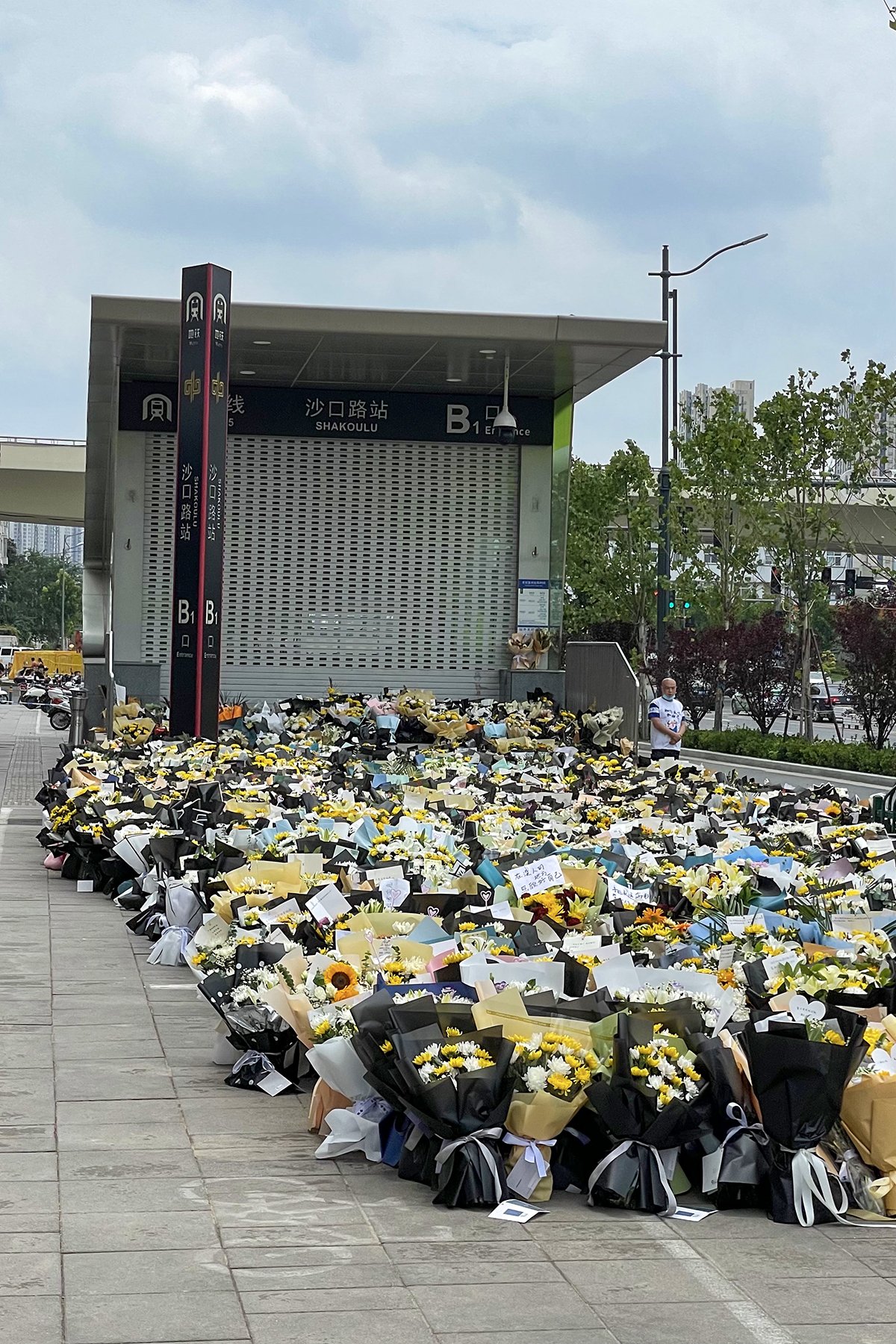
7月28日，沙口路站B1出入口外堆满前来悼念的市民献上的鲜花，现场已无围挡拦阻

2021年7月20日晚6时左右，在郑州地铁5号线海灘寺站和沙口路站区间，雨水从五龙口停车场倒灌入行车隧道，导致一列编号0501的列车被困，车内水位一度达到胸口位置，滞留车内的乘客被困数小时后陆续获救离开车厢。事故共造成14人死亡，5人受伤。
7月26日是事故遇難者的「頭七」，許多民眾自發前往本站出入口獻花悼念遇難者，但相關單位隨即以1.7公尺的圍籬將民眾放在地上的鮮花圍住，使圍籬外的人無法見到籬內的情況，引發民眾不滿。26日深夜，一些網友拍攝的影像顯示已經有民眾動手拆除圍欄。27日上午，本站出入口地上的鮮花再度被新安放的擋板遮掩，之后围挡再度被拆除，不断有市民前来献花悼念遇难者。